# Lumbrineris heteropoda
Lumbrineris heteropoda är en ringmaskart. Lumbrineris heteropoda ingår i släktet Lumbrineris och familjen Lumbrineridae.

## Underarter
Arten delas in i följande underarter:
- L. h. difficilis
- L. h. difficilis